# فرنسيسكو غارسيا (عداء سريع)
فرنسيسكو غارسيا (بالإسبانية: Francisco García)‏ هو عداء سريع إسباني، ولد في 24 يوليو 1949.

## وصلات خارجية
- فرنسيسكو غارسيا على موقع أوليمبيديا (الإنجليزية)